# Costantino Luppi
Costantino Luppi (Milano, 10 dicembre 1828 – Napoli, 20 gennaio 1898) è stato un numismatico italiano.

## Biografia
Era di famiglia benestante ma il padre, gioielliere, subì un tracollo economico e il giovane Costantino fu avviato alla carriera ecclesiastica. Studiò in seminario ma non fu consacrato sacerdote. Si iscrisse alla facoltà di giurisprudenza
dell'Università di Pavia. Laureato, lavorò nella scuola pubblica a Milano, prima come insegnante e poi alla direzione delle
pubbliche scuole di Milano.
Partecipò alla fondazione della Società numismatica italiana assieme a vari studiosi di numismatica italiani tra cui Solone Ambrosoli, i fratelli Ettore e Francesco Gnecchi, il conte Niccolò Papadopoli, Antonino Salinas e Giulio Sambon.
Quando la Società diede vita alla Rivista Italiana di Numismatica (RIN) fu tra i primi collaboratori. Per la Rivista scrisse le biografie dei numismatici italiani.
Come numismatico in generale non fu autore prolifico, interessandosi soprattutto di bibliografia sull'argomento.
Della Società numismatica italiana fu segretario, carica che lasciò per collaborare al Corpus nummorum italicorum, chiamatovi dall'allora Principe di Napoli, Vittorio Emanuele III.